# Kreuzbandruptur bei Kleintieren

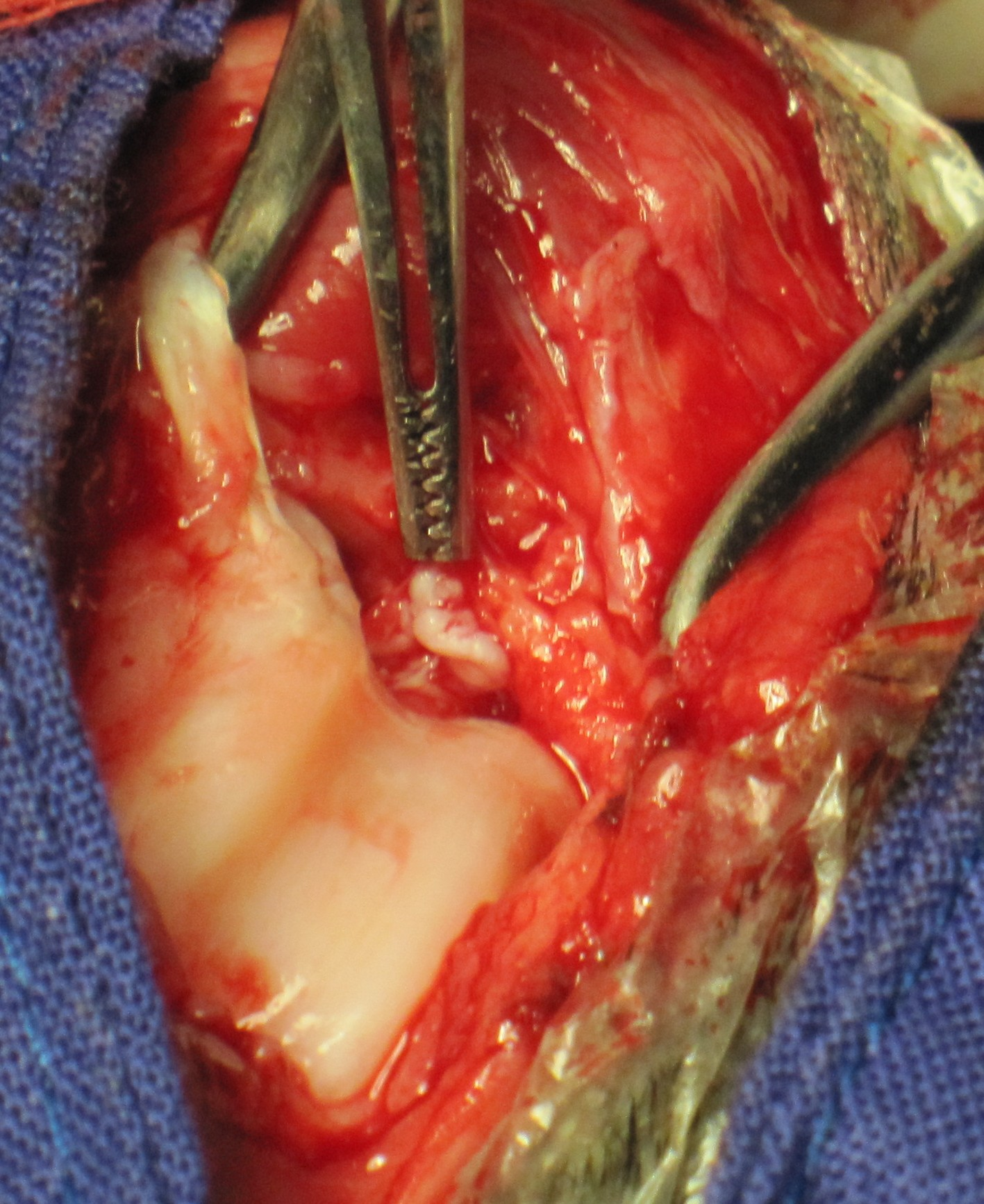
Gerissenes vorderes Kreuzband bei einem Hund, OP-Situs.

Die Kreuzbandruptur, auch Kreuzbandriss genannt, ist ein Bänderriss eines der beiden Kreuzbänder. Bei einigen Kleintieren – insbesondere dem Haushund (Canis lupus familiaris) – ist der Kreuzbandriss eine häufige Erkrankung. In den meisten Fällen ist das vordere Kreuzband (Ligamentum cruciatum craniale) betroffen. In der Veterinärmedizin spricht man dann von einer kranialen Kreuzbandruptur. Das hintere Kreuzband (Ligamentum cruciatum caudale) ist deutlich seltener betroffen. Auch sind die Auswirkungen eines gerissenen hinteren Kreuzbandes nicht so gravierend wie beim vorderen.

## Vordere Kreuzbandruptur beim Haushund
Beim Haushund ist die vordere Kreuzbandruptur eine häufig diagnostizierte orthopädische Erkrankung und eine der bedeutendsten Ursachen für Lahmheit. Hunde größerer Rassen sind statistisch gesehen häufiger betroffen als Hunde kleinerer Rassen. Die Pathogenese für diese Erkrankung ist noch weitgehend ungeklärt. In den meisten Fällen handelt es sich nicht – wie beispielsweise beim Menschen (siehe Kreuzbandriss) – um durch Verletzungen bedingte Risse des Kreuzbandes, weshalb der Terminus «Verletzung» bei Kreuzbandrupturen des Hundes den Sachverhalt unzureichend wiedergibt.
Traumatisch bedingte Kreuzbandrupturen können beispielsweise durch tiefe Stürze, Sprünge über hohe Zäune, Verkehrsunfälle oder ähnliche äußere Einwirkungen entstehen. Statistisch gesehen sind sie weniger häufig als Kreuzbandrupturen anderer Genese. In diesen Fällen verläuft die Ruptur des Kreuzbandes progressiv und nicht plötzlich, wie es bei einer Verletzung der Fall ist. Die Integrität der Bandstrukturen nimmt langsam ab und führt zunächst zu einer Überdehnung des Bandes, das seine Zugfestigkeit mehr und mehr verliert. Nach Teilrissen im Band kann letztlich eine leichte Überbeanspruchung des Bandes zu dessen vollständigem Riss führen.  Die degenerativen Veränderungen im vorderen Kreuzband nehmen mit fortschreitendem Alter und zunehmendem Körpergewicht des Hundes zu. Hier besteht eine eindeutige Korrelation. Auch der Trainingszustand des Hundes spielt für die Prädisposition eine Rolle. Inaktive Hunde neigen vermehrt zu Kreuzbandrupturen, vermutlich auf Grund einer durch ihre Inaktivität bedingten Degeneration der Bänder. Auch das Vorliegen anderer degenerativer Vorgänge im Knie des Hundes, wie beispielsweise verschiedene Formen von Arthritis, begünstigen die Degeneration des vorderen Kreuzbandes. Auch eine Kniescheibenverlagerung nach innen kann aufgrund der damit verbundenen Einwärtsdrehung des Schienbeins einen Kreuzbandriss verursachen. Über eine mögliche geschlechtsspezifische Disposition gibt es widersprüchliche Studien. Es überwiegen jedoch die Studien, die eine erhöhte Fallzahl bei Hündinnen aufzeigen.
Ein Riss des vorderen Kreuzbandes führt beim Hund schnell zu degenerativen Veränderungen des betroffenen Kniegelenkes. Im Vergleich dazu sind bei einem Riss des hinteren Kreuzbands nur minimale Schädigungen im Kniegelenk zu beobachten.
Der angloamerikanische Fachbegriff für die vordere Kreuzbandruptur beim Haushund ist canine cranial cruciate ligament rupture.

## Kreuzbandruptur bei der Hauskatze
Rupturen des vorderen Kreuzbandes sind bei Katzen deutlich seltener als bei Hunden. Auch hier sind es – wie beim Haushund – zwei unterschiedliche Pathomechanismen: Die traumatisch bedingte Ruptur und die progressiv degenerative Ruptur. Für beide Pathomechanismen geht man von der gleichen Ätiologie wie beim Haushund aus. So spielen auch hier die Faktoren Alter, Körpergewicht und körperliche Aktivität eine wichtige Rolle.
Der angloamerikanische Fachbegriff für die vordere Kreuzbandruptur bei der Hauskatze ist feline cranial cruciate ligament rupture.

## Diagnostik
Eine Ruptur des vorderen Kreuzbandes lässt sich oft schon anhand der Symptomatik, das heißt der Lahmheit des betroffenen Tieres, erkennen. Die palpatorische Untersuchung (Schubladentest, Tibiakompressionstest), mit der die durch die Ruptur des Kreuzbandes hervorgerufene Instabilität festgestellt werden kann, gilt als sicherer Nachweis. Dabei empfiehlt sich der Vergleich mit dem nicht betroffenen Kniegelenk, um eine intra-individuelle Referenz zu haben.

## Therapie
Zur Behandlung der Ruptur des kranialen Kreuzbandes gibt es eine Reihe unterschiedlicher konservativer und chirurgischer Verfahren. Sie alle haben die Zielsetzung, im betroffenen Gelenk eine ausreichende Stabilität wiederherzustellen. Keines dieser Verfahren bietet eine optimale Lösung. Der Zustand eines gesunden Kniegelenkes lässt sich mit keinem Verfahren wiederherstellen. Zukünftige Arthrosen im Kniegelenk lassen sich nicht verhindern. Während beim Hund meist chirurgisch gehandelt werden muss,  kann bei Katzen zunächst abgewartet werden.

### Konservative Behandlung
Die konservative Behandlung hat zum Ziel, durch Fütterung und Bewegung Fehlentwicklungen des Bewegungsapparates zu vermeiden. Vermieden werden sollen dabei vor allem Luxationen. Diese Therapieform wird bei großwüchsigen Rassen empfohlen. Bei Jungtieren kann durch Hormongabe das Wachstum gezielt gehemmt werden, um ebenfalls Luxationen vorzubeugen. Die Ergebnisse der konservativen Behandlung werden meist als wenig zufriedenstellend beschrieben.

### Operative Behandlung
Zur operativen Behandlung werden größtenteils humanmedizinische Techniken angewandt, die jedoch den Besonderheiten der Biomechanik des Kniegelenks bei Tieren häufig nicht gerecht werden. Die operativen Verfahren lassen sich in drei Gruppen einteilen.

#### Cleaning up
Beim cleaning up („Aufräumen“) nach Nilsson (1949) werden lediglich die Reste des gerissenen Kreuzbandes und lädierte Meniskusteile entfernt. Dieses Verfahren wird heute als alleinige Therapieform nicht mehr angewendet.

#### Techniken mit Bandersatz
Bei den Techniken mit Bandersatz (Kreuzbandplastik) werden körpereigene Bindegewebsstrukturen oder künstliche Materialien verwendet. An körpereigenem Ersatzmaterial werden entweder ein Faszienstreifen der Fascia lata, Sehnenanteile des Musculus semitendinosus, Musculus gracilis oder des Kniescheibenbandes verwendet. Sie werden durch einen Bohrkanal durch das Kniegelenk schräg nach vorn-unten geführt und an der Schienbeinbeule (Tuberositas tibae) befestigt.

#### Techniken ohne Bandersatz
Die Kapselraffungstechniken basieren auf einem Einschnitt der Gelenkkapsel, die anschließend mit chirurgischem Nahtmaterial gerafft wird. In den Wochen nach der Operation kommt es zu einer Fibrose der Gelenkkapsel, die für die Stabilisierung des Kniegelenks sorgt.
Zur Korrektur von Kreuzbandrissen wurden in jüngerer Zeit aufwändige Osteosynthese-Verfahren entwickelt. Bei der Verlagerung des Wadenbeinköpfchens nach vorn wird der Ansatz des seitlichen Kollateralbandes ebenfalls nach vorn versetzt, so dass dieses das vordere Kreuzband funktionell ersetzt und eine Innenrotation im Knie und Vorverlagerung des Schienbeins verhindert. Dies lässt sich auch durch eine Verlagerung des Ursprungs des Musculus extensor digitorum longus erreichen. Bei der Tibial Plateau Leveling Osteotomy (TPLO) wird der Schienbeinkopf abgesägt und mit anderer Neigung wieder osteosynthetisch fixiert, so dass das Schubladenphänomen unterbunden wird. Die Tibial Tuberosity Advancement (TTA) basiert auf einer Verlagerung der Schienbeinbeule. Die Dreifach-Tibia-Osteotomie (triple tibial osteotomy) führt zu einer Abflachung des Schienbeinplateaus und Vorverlagerung der Schienbeinbeule. Klinische Studien bescheinigen diesen Techniken aber keine bessere Wiederherstellung der Gliedmaßenfunktion gegenüber den einfachen Bandersatz-Verfahren.

## Weiterführende Literatur
- T. Welch-Fossum: Chirurgie der Kleintiere.  Verlag Elsevier, Urban & Fischer, 2007, ISBN 978-3-437-57090-2 eingeschränkte Vorschau in der Google-Buchsuche
- A. Chilla: Elektromyographische Untersuchungen an Kniegelenksmuskeln bei Hunden mit und ohne Kreuzbandruptur. Dissertation. Universität Hannover, 2009.
- E. Schnabl u. a.: Measurement of the tibial plateau angle in cats with and without cranial cruciate ligament rupture. In: Vet Comp Orthop Traumatol. 22, 2009, S. 83–86. PMID 19290387
- S. E. Kim u. a.: Tibial osteotomies for cranial cruciate ligament insufficiency in dogs. In: Vet Surg. 37, 2008, S. 111–125. PMID 18251804 (Review)
- G. Harasen: Canine cranial cruciate ligament rupture in profile. In: The Canadian veterinary journal = La revue vétérinaire canadienne. Band 44, Nummer 10, Oktober 2003, S. 845–846, PMID 14601687, PMC 340307 (freier Volltext) (Review).
- J. Ertelt: Untersuchung von Hunden mit einer (Teil-)Ruptur des Lig. cruciatum craniale nach minimal-invasiver Arthroskopie und Arthrotomie bei chirurgischer, extrakapsulärer Stabilisierung. (PDF; 1,8 MB) Dissertation. Universität Hannover, 2003.
- G. Harasen: Diagnosing rupture of the cranial cruciate ligament. In: The Canadian veterinary journal = La revue vétérinaire canadienne. Band 43, Nummer 6, Juni 2002, S. 475–476, PMID 12058576, PMC 339306 (freier Volltext).